# Abies fansipanensis
Abies fansipanensis là một loài thực vật hạt trần trong họ Thông. Loài này được Q.P.Xiang, L.K.Fu & Nan Li miêu tả khoa học đầu tiên năm 1997.